# Kai Lüftner
Pour les articles homonymes, voir Lüftner.
Kai Lüftner, né le 12 janvier 1975 à Berlin, est un auteur allemand de littérature de jeunesse, musicien, compositeur, arrangeur et directeur de publication audio.

## Biographie
Kai Lüftner fait des études de pédagogie sociale[source secondaire souhaitée]. Les années suivantes, il occupe de multiples « petits boulots » : streetworker et travailleur social, manœuvre dans le bâtiment, livreur de pizzas, groom, organisateur de concerts, rédacteur en chef à la radio, travaille dans des agences de publicité, et enfin, entame une carrière d'auteur-compositeur et de comédien. Il trouve la notoriété en menant ses propres projets comme écrivain et compositeur pour enfants.
En 2012, il publie son premier livre pour enfants Die weltbeste Lilli (Le meilleur du monde Lilli), qui est ajouté à la collection pour enfants « petits grands livres ».
En tant que musicien et compositeur, il publie en 2014 son premier CD musical « Rotz « N » Roll radio ». A l'origine, c'est une idée de chanson pour enfants pour son fils. Il travaille sur ce projet avec Bürger Lars Dietrich, Anna Thalbach, Tetje Mierdorf, Jürgen von der Lippe, Simon Hunter, Tanja Geke, Cathlen Gawlich.[réf. nécessaire]
Il tient un café avec sa femme à Berlin.